# Eberhard von Zeppelin

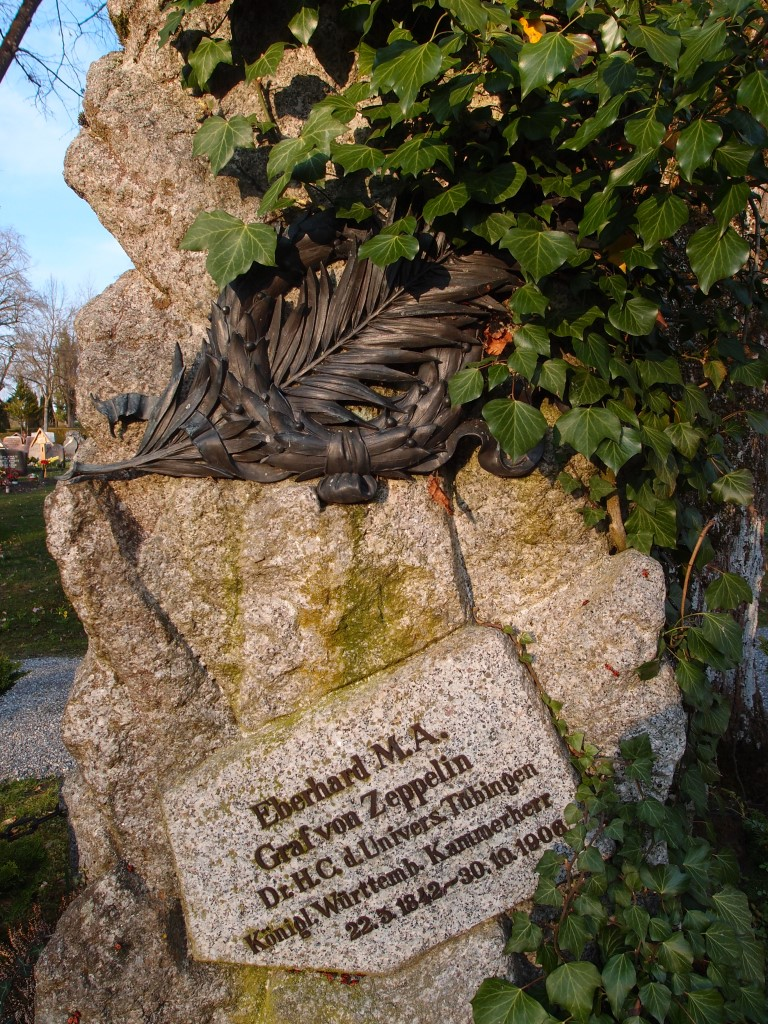
Grab von Eberhard von Zeppelin auf dem Hauptfriedhof in Konstanz

Eberhard Moritz Adolph Albert Graf von Zeppelin (* 22. Mai 1842; † 30. Oktober 1906 in Konstanz) war ein deutscher Historiker, Bankier, Bodenseeforscher, Hotelier, Autor und Botschafter des Königreichs Württemberg.

## Familie
Eberhard von Zeppelin war der Sohn des früheren fürstlich hohenzollernschen Hofmarschalls und Baumwollfabrikanten Friedrich Jerôme Wilhelm Karl Graf von Zeppelin und dessen Frau Amélie Françoise Pauline geb. Macaire d’Hogguèr (1816–1852). Deren Vater David Macaire (1775–1845) schenkte der Familie Zeppelin das Schloss Girsberg in Emmishofen (Schweiz), wo Eberhard mit seinen Geschwistern Eugenia und Ferdinand von Zeppelin aufwuchs und seine Erziehung durch Hauslehrer erfuhr. Er war seit 1861 Mitglied des Corps Suevia Tübingen und des Corps Misnia Leipzig (III). Verheiratet war er seit August 1868 mit Sophie (russisch: Sonja) Freiin von Wolff-Stomersee (1840–1919) aus Stomersee (lettisch: „Stāmeriene“) im südöstlichen Livland (damals Russisches Kaiserreich, heute ein Teil von Lettland), mit der er vier Söhne hatte. Sophies Cousine, Isabella Freiin von Wolff (* 4. Mai 1846 in Alt Schwanenburg/Livland; † 2. Januar 1922 in Stuttgart), heiratete am 7. August 1869 in Berlin Ferdinand von Zeppelin, den Bruder ihres Mannes Eberhard.

## Leben
Zeppelin diente in der Württembergischen Armee als Leutnant. Er vertrat das Königreich im Diplomatischen Corps in Italien und Österreich. In Budapest war Zeppelin Geschäftsträger der Württembergischen Botschaft und vertrat Botschafter Freiherr Thumb von Neuburg nach dessen Abberufung. Nach seiner Zeit in der Armee und im Diplomatischen Dienst kehrte Zeppelin an den Bodensee zurück. Von den Erben des Konstanzer Textilfabrikanten und Bankiers Moritz Macaire erwarb er 1869 das Gut Kunzenhof in Kreuzlingen im Kanton Thurgau. Er ließ das Wohngebäude zu einem Schloss ausbauen und gab ihm in Anlehnung an seinen Vornamen den Namen Schloss Ebersberg (Thurgau). Zeppelin stand aber weiterhin als Kammerherr in württembergischen Staatsdiensten.

### Bankier
Eberhard von Zeppelin begnügte sich aber nicht lange damit als neuer Gutsbesitzer der Landwirtschaft nachzugehen, sondern trat 1872 als Teilhaber und Anlageberater in die familieneigene Bank Macaire & Co. ein. Dort betätigte er sich als finanzieller Sachwalter seiner Geschwister und Schweizer Verwandten und legte die teils riesigen Erbvermögen der Familie gewinnbringend an. Durch die Beteiligung an Neugründungen, wurde die Familie Zeppelin zu wichtigen Förderern der Industrialisierung und Verkehrserschließung der deutsch-schweizerischen Bodenseeregion. Sie hielten Anteile an mehreren ostschweizerischen und badischen Eisenbahnen und in der Textilindustrie im Hegau. So beteiligten sie sich an der Baumwoll-Spinn & Weberei Arlen des Unternehmers Carl Ten Brink in Arlen (Rielasingen-Worblingen) und kauften eine Bürsten- und Pinselfabrik in Donaueschingen. Dieses lieferte fortan auch Pferdebürsten an das Ulmer Ulanen-Regiment „König Karl“ (1. Württembergisches) Nr. 19, dem Eberhards Bruder Ferdinand angehörte.

### Hotelier
Über die Linie von Zeppelins Mutter, Amélie Françoise Pauline Macaire d’Hogguèr (1816–1852), befand sich die Indigofärberei auf der Dominikanerinsel im Familienbesitz. Der aufkeimende Tourismus, der in Konstanz durch die 1863 eröffnete Eisenbahnanbindung weiteren Vorschub erhielt, und die sinkende Rentabilität der Färberei bewegten Zeppelin dazu, das ehemalige Kloster in ein gehobenes Hotel umzuwandeln. Hierzu gründete Zeppelin eine Aktiengesellschaft, ließ den Gebäudekomplex unter der Leitung des Stuttgarter Architekten Emil Otto Tafel umbauen und eröffnete das Insel-Hotel am 15. April 1875. Bis 1902 leitete Zeppelin den Hotelbetrieb. Dann übertrug er die Direktionsgeschäfte an Mathias Brunner aus Glarus und dessen Frau.

### Forscher
Zeppelin hatte ein reges Interesse an seiner Heimat. Als Vertreter des Großherzogtums Baden im Vorstand des Vereins für Geschichte des Bodensees und seiner Umgebung regte er 1886 die erste exakte Kartierung und naturwissenschaftliche Erforschung des Bodensees an und koordinierte das von den Regierungen der fünf Seeanrainerstaaten gemeinsam getragene Projekt. An der Veröffentlichung der Ergebnisse in der Reihe der Bodensee-Forschungen war Zeppelin als Autor und Herausgeber beteiligt. Von 1892 bis 1906 war er Präsident des Bodensee-Geschichtsvereins. Sein Wirken als Heimatforscher, Autor und Herausgeber war dadurch sehr beeinflusst, wie eine Auswahl seiner Werke belegt.

### Religion
Zeppelin gehörte der reformierten Glaubensrichtung an und war Mitglied der evangelischen Kirchengemeinde in Egelshofen. Als 1874 der Thurgauer Liturgiestreit wegen des Verbots des Apostolikums eskalierte und Pfarrer Karl Friedrich Steiger deshalb die evangelische Landeskirche verließ, unterstützte Zeppelin den Pfarrer bei der Gründung der unabhängigen evangelischen Kirchengemeinde in Emmishofen. Eberhard von Zeppelin wurde, wie später auch sein Bruder Ferdinand, Mitglieder der Dissidentengemeinde

## Werke
- Geschichte der Dampfschifffahrt auf dem Bodensee 1824–1884: Separatabdruck aus dem 14. Hefte der „Schriften des Vereins für Geschichte des Bodensee's und seiner Umgebung“, Verlag Johann Thomas Stettner, Lindau 1885.
- Der Konstanzer Vertrag Kaiser Friedrichs I. Barbarossa von 1153, Lindau 1887.
- Urkunden-Regesten aus dem Gräfl. Douglas'schen Archiv zu Schloss Langenstein im Hegau, Lindau 1889–1890.
- Ältere und neuere Bodensee-Forschungen, mit Jakob Hörnlimann und Robert Reber, Verlag Stettner, Lindau 1893.
- Bodensee-Forschungen, Verlag Stettner, Lindau 1893.
- Geographische Verhältnisse des Bodensees, Verlag Stettner, Lindau 1893.
- Die hydrologischen Verhältnisse des Bodensees, Verlag Stettner, Lindau 1893.
- Die Schwankungen des Bodensees, mit François-Alphonse Forel, Verlag Stettner, Lindau 1893.
- Die Temperatur-Verhältnisse des Bodensees, mit Francois Alphonse Forel, Verlag Stettner, Lindau 1893.
- Transparenz und Farbe des Bodenseewassers, mit Francois Alphonse Forel, Verlag Stettner, Lindau 1893.
- Das Bad im Bild, illustrierter Führer zur Hebung des Fremdenverkehrs in Städten, Bädern, Kurorten und Heil-Anstalten des In- und Auslandes, Verlag Weltbad, Frankfurt a. M. um 1912.